# Industrie-Museum Ennepetal

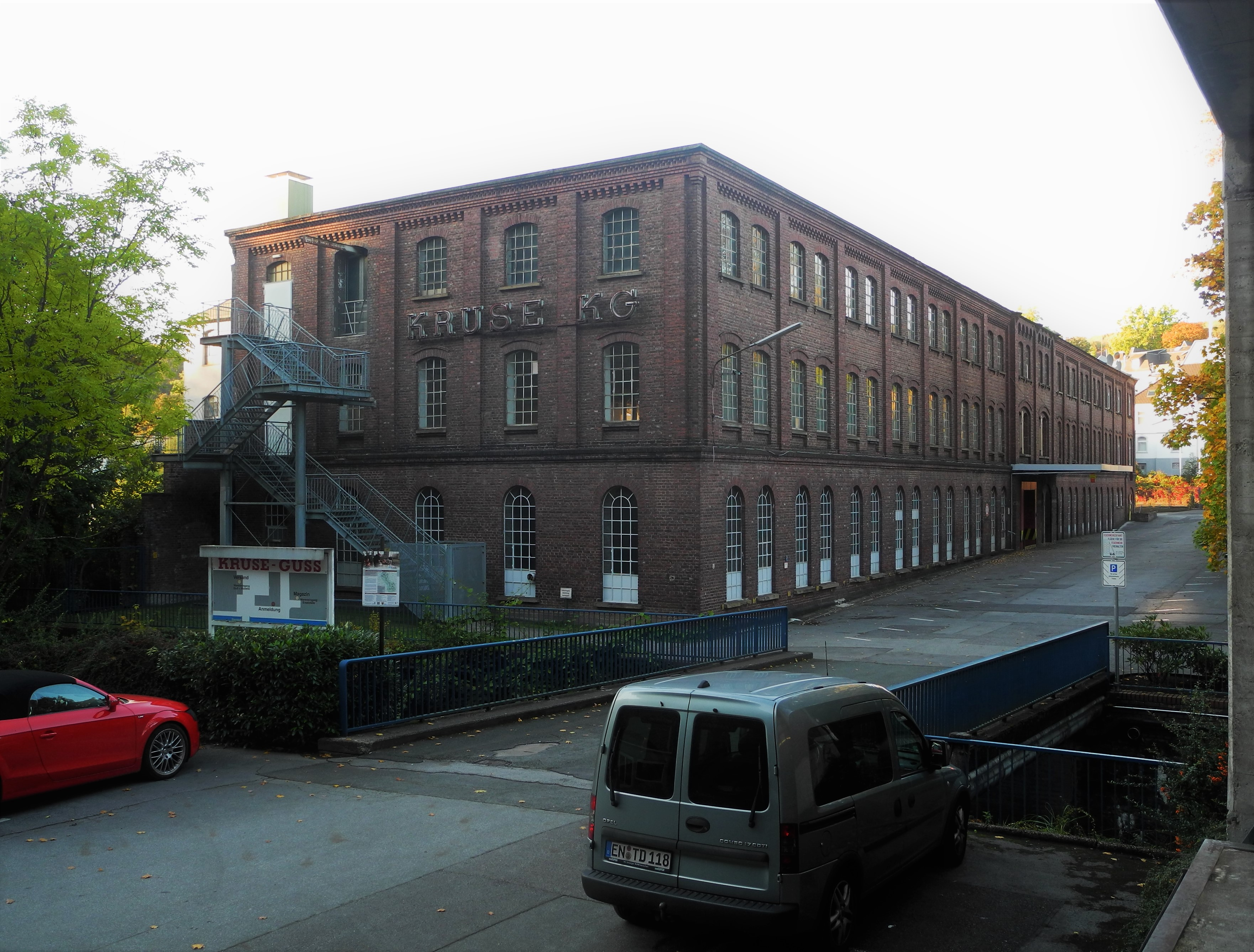
Backsteingebäude Neustraße 59

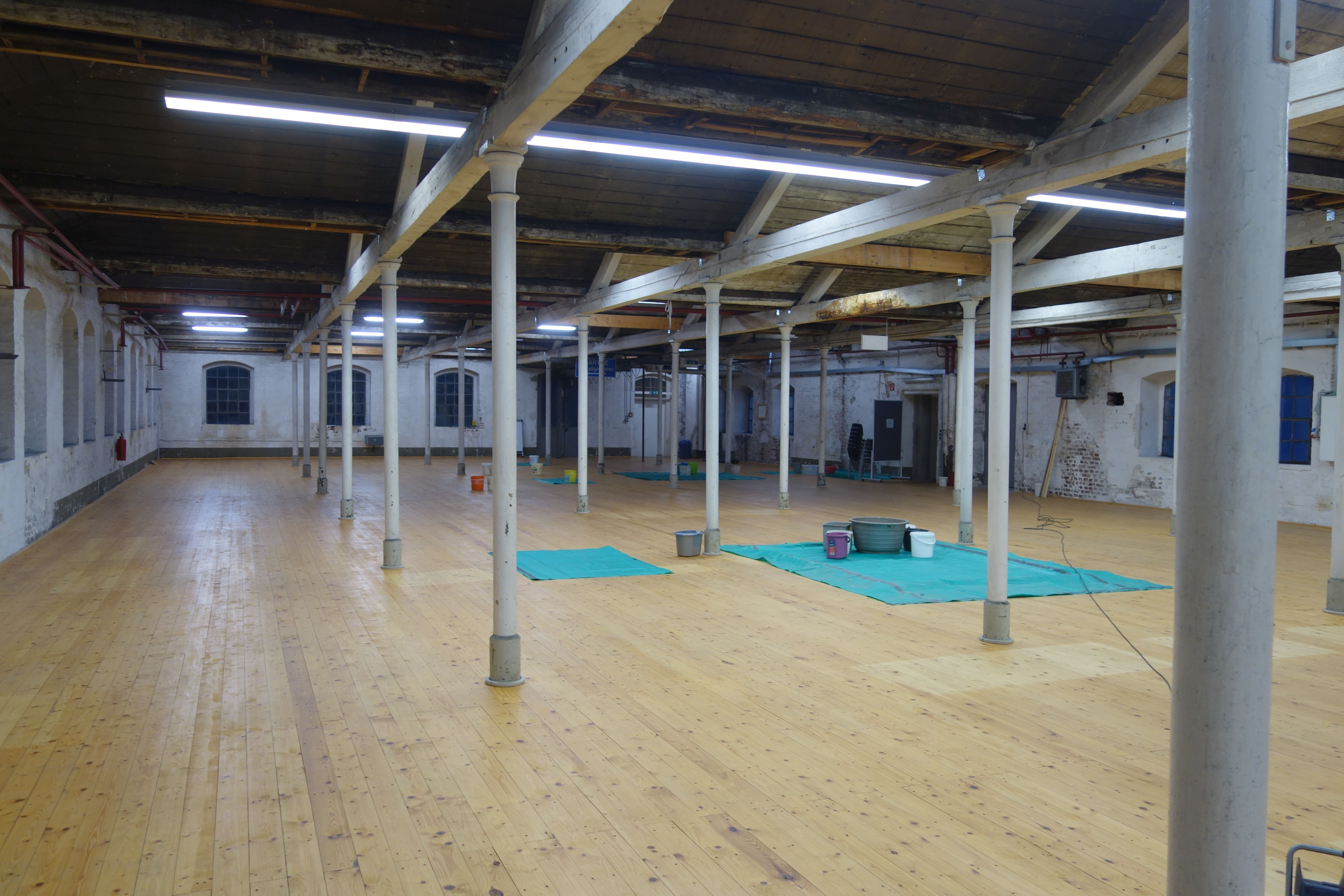
Drittes Geschoss mit gusseisernen Säulen

Das Industrie-Museum Ennepetal befindet sich im Ennepetaler Ortsteil Altenvoerde in einem in den Jahren 1891 bis 1896 gebauten Backsteingebäude (Neustraße 41–51) und einem Fachwerkhaus (Neustraße 45). Beide Gebäude wurden 1984 unter Denkmalschutz gestellt. Auf dem Außengelände werden Veranstaltungen wie z. B. Ausstellungen, Oldtimer-Treffen und Weihnachtsmärkte durchgeführt. 2010 wurde von der Stiftung Industrie-Kultur Ennepetal in Zusammenarbeit mit dem Förderkreis Industriekultur Ennepetal der Aufbau des Industrie-Museums Ennepetal gestartet.

## Backsteingebäude Neustraße 59
Zum Industrie-Museum Ennepetal gehört ein dreigeschossiges Backsteingebäude. Dieses wurde in den Jahren 1891 und 1896 von der früheren Holzschraubenfabrik Bödeker, Ebbinghaus & Co. errichtet. Später gehörte es zur Eisengießerei F. W. Kruse KG. Eine Besonderheit des Backsteingebäudes sind die 60 gusseisernen Säulen in jedem Geschoss, die über Stahlträger und Holzbalken die Holzfußböden und das Sheddach tragen.
Der Grundstock für das Industrie-Museum Ennepetal bildete die firmengeschichtliche Sammlung der Firma F. W. Kruse. Dazu kamen die technikgeschichtlichen Modelle von F. W. Schlottmann aus Ennepetal. Im Museum befinden sich Kundengussstücke der Eisengießerei wie Maschinenbauteile, gegossene Ofen- und Kaminplatten, Kunst- und Gebrauchsgegenstände. Dabei gibt es die Gegenüberstellung von Rohgussstücken und Fertigerzeugnissen.
Es ist die systematische Darstellung der „Fertigungsverfahren der sechs Hauptgruppen Urformen (z. B. Gießen, Sintern), Umformen (z. B. Schmieden, Walzen, Pressen, Biegen, Ziehen), Fügen (z. B. Schweißen, Löten, Kleben, Nieten, Verschrauben), Trennen (z. B. Zerspanen, Scheren, Erodieren), Beschichten (z. B. Feuer- verzinken, Galvanisieren) und Ändern von Stoffeigenschaften (z. B. Tempern, Härten, Vergüten)“ geplant. Für die Fertigungsverfahren Gießen und Schmieden wurde dieser Ansatz bereits schon weitgehend verwirklicht.

## Objekte in der Ausstellung

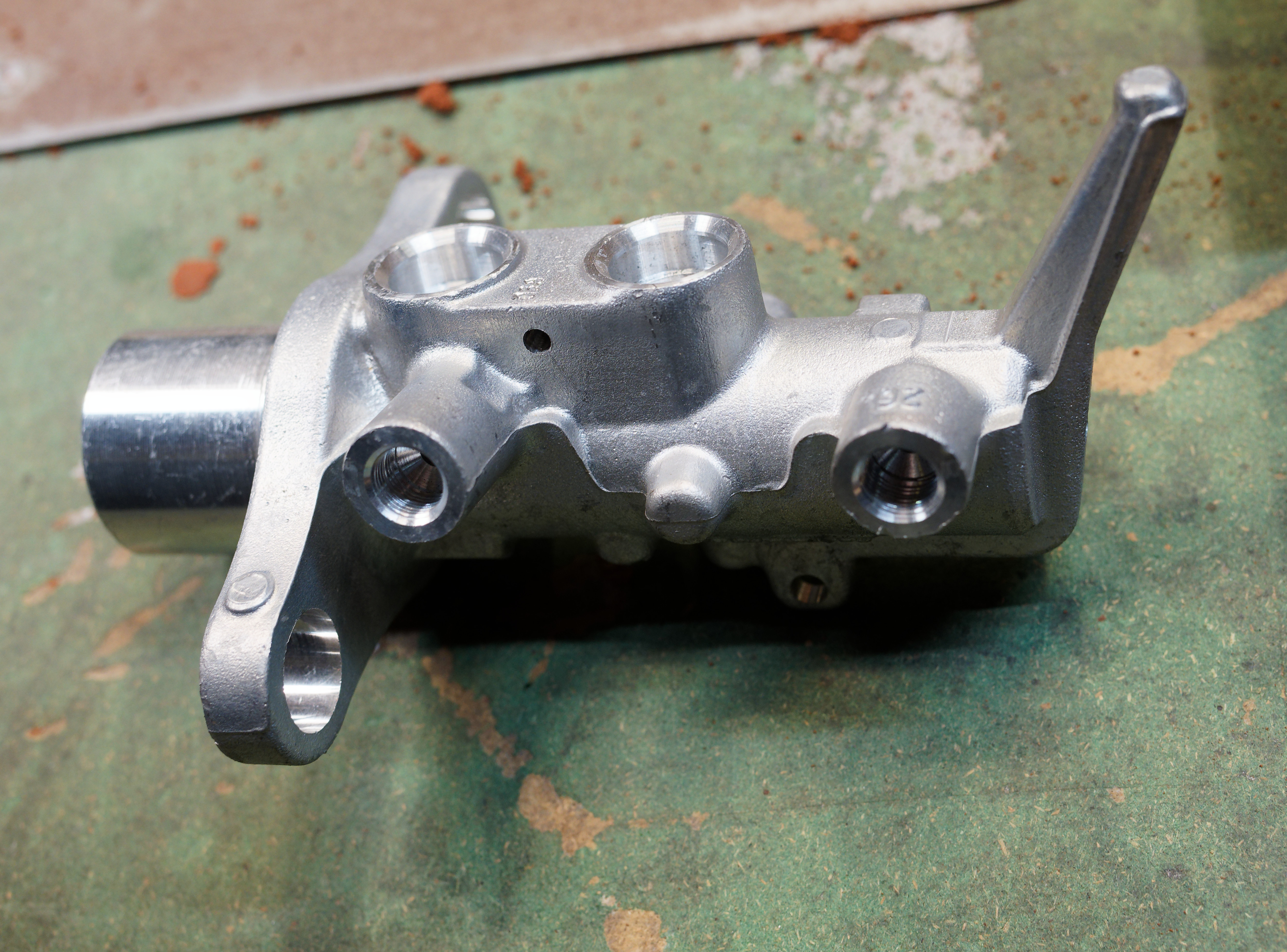
Gehäuse eines Bremskraftverstärkers aus Aluminiumguss
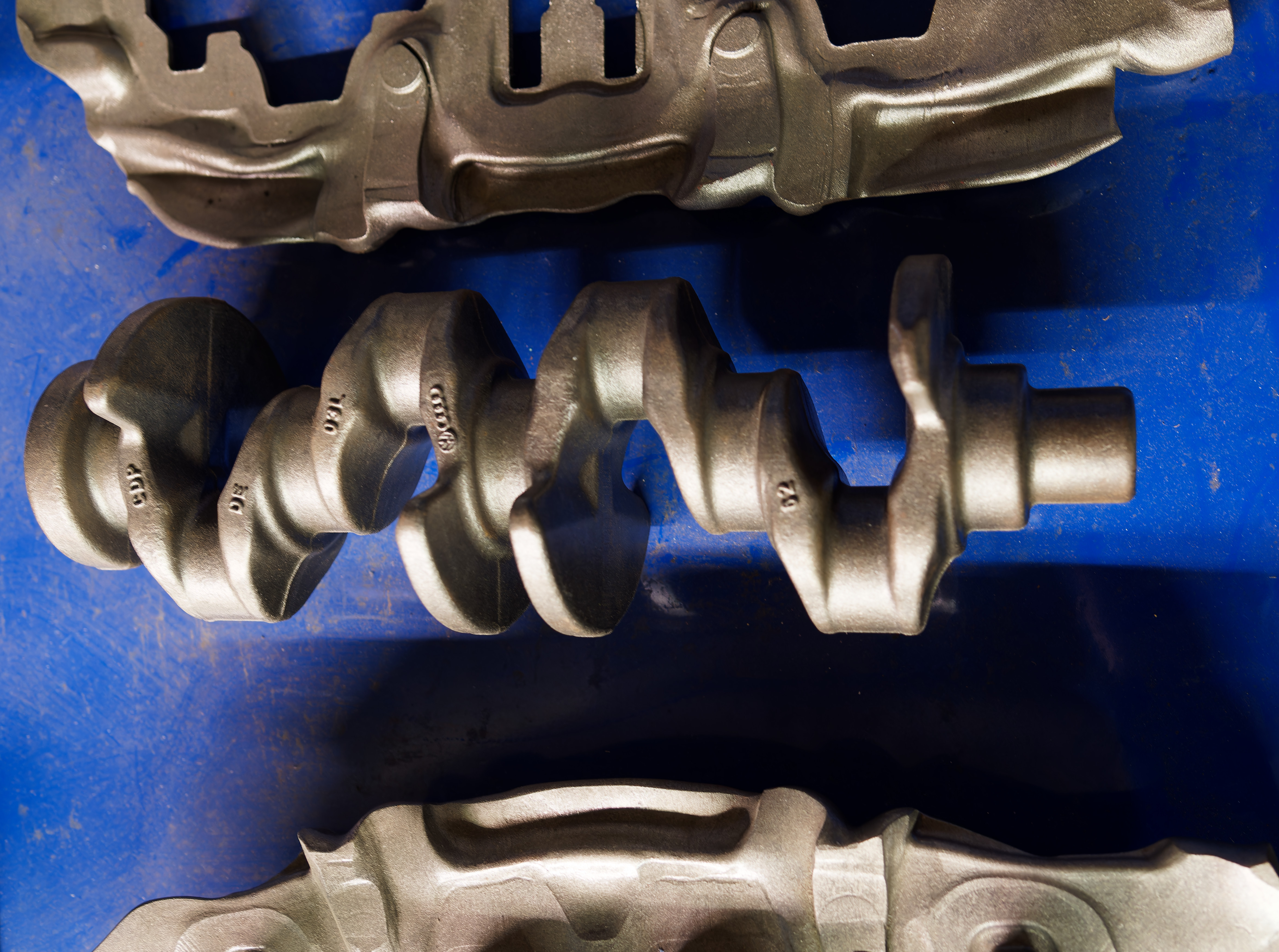
Geschmiedete Kurbelwelle für einen Automotor
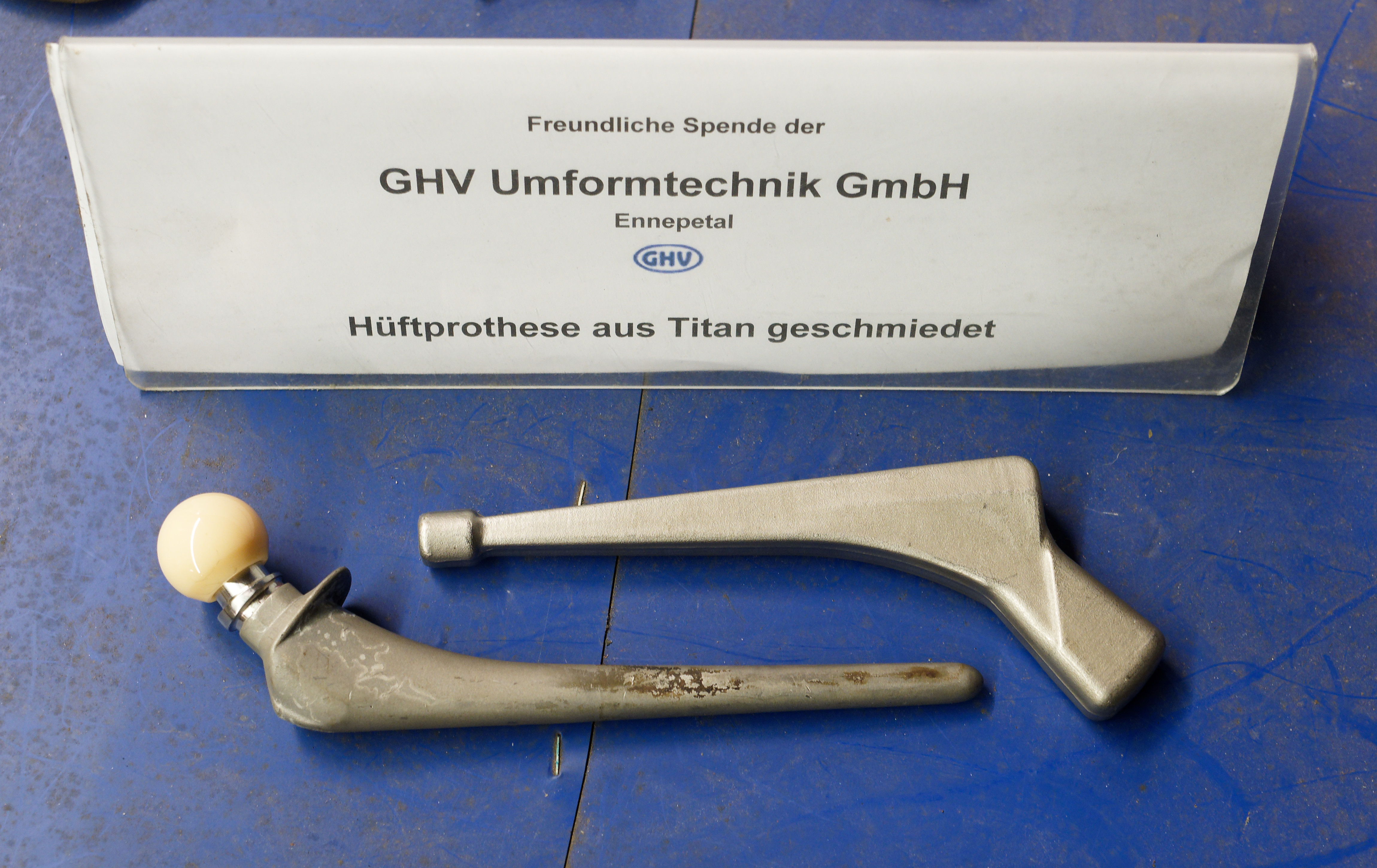
Hüftprothese aus geschmiedetem Titan

## Wohnhaus Neustraße 41–51

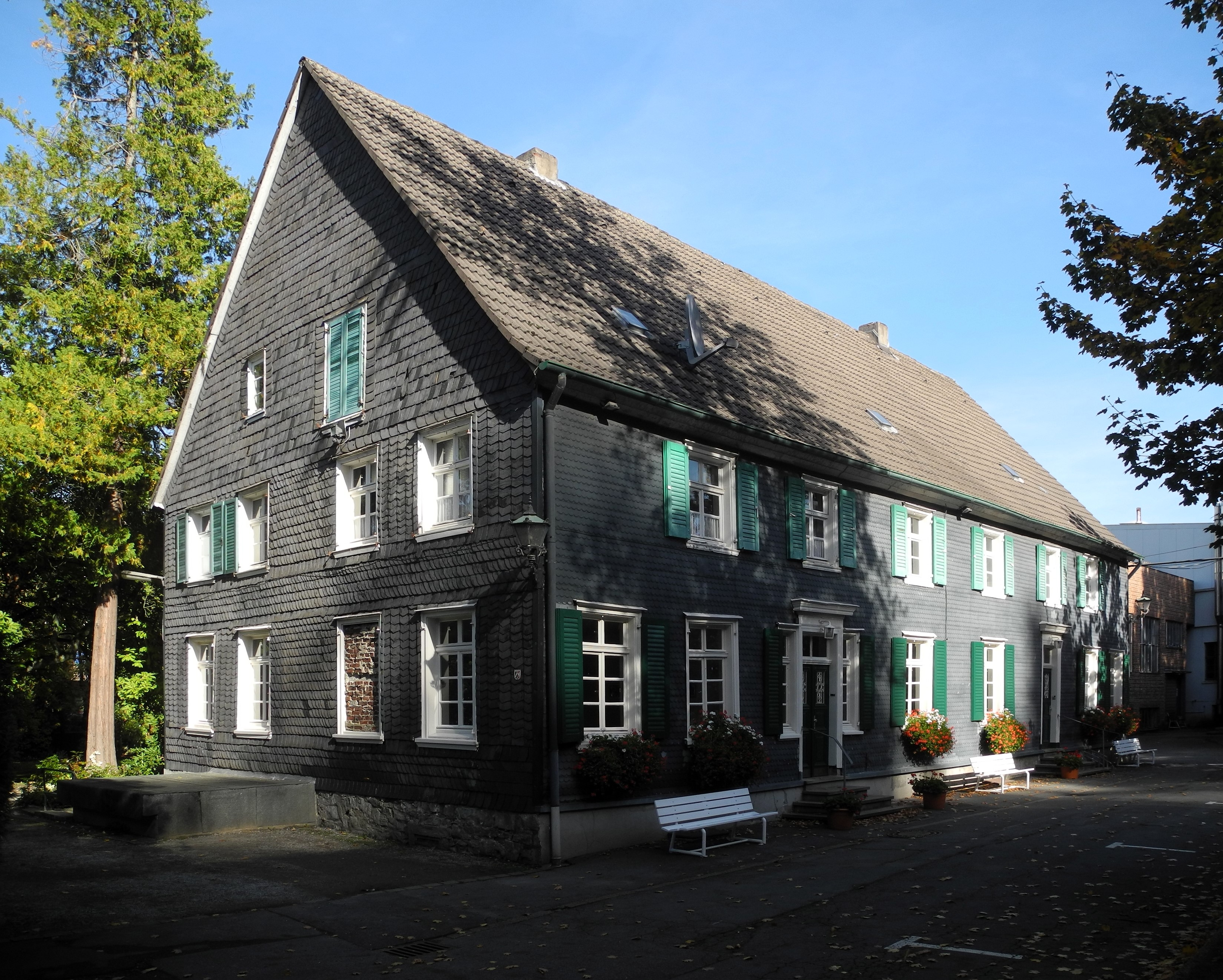
Wohnhaus Neustraße 45

Es handelt sich um ein zweigeschossiges, schiefergedecktes Fachwerkhaus, das als Doppelwohnhaus mit zwei Eingängen von der 1684 gegründeten Kommissionsfirma Johann Peter und Daniel Goebel in der Nähe des Kohlstadts Hammers erbaut wurde. Die Schieferdeckung wurde teils in Naturschiefer, teils in traditionellem Blechschiefer ausgeführt. Der westliche Hauseingang besitzt zwei seitliche Dielenfenster und ein Oberlicht, nur letzteres der östliche. Die erhaltenen Holzsprossenfenster besitzen bergisch-grüne Schlagläden.
Von der Eisengießerei Firma F. W. Kruse (1951 bis 2005) wurde das Gebäude als Wohn- und Bürohaus genutzt. Die Stiftung Industrie-Kultur Ennepetal hat in dem früheren Büro- und Verwaltungsteil eine Präsenz-Bibliothek „mit Literatur zu Natur- und Technikwissenschaften, zu historisch interessanten und aktuellen technischen Themen aus Heimat und Welt sowie mit Schriften zur Berufswahl und zur Ausbildung einiger technischer Berufe“ untergebracht. Im Gebäude befinden sich auch das Museumsbüro und ein Konferenzzimmer. Kleinere technische Exponate sind in Glasvitrinen ausgestellt. Im vorderen Teil des Hauses liegt das Café des Museums, hinter dem Haus ein großer Garten.